# Trapelus sanguinolentus
Trapelus sanguinolentus là một loài thằn lằn trong họ Agamidae. Loài này được Pallas mô tả khoa học đầu tiên năm 1814.

## Hình ảnh

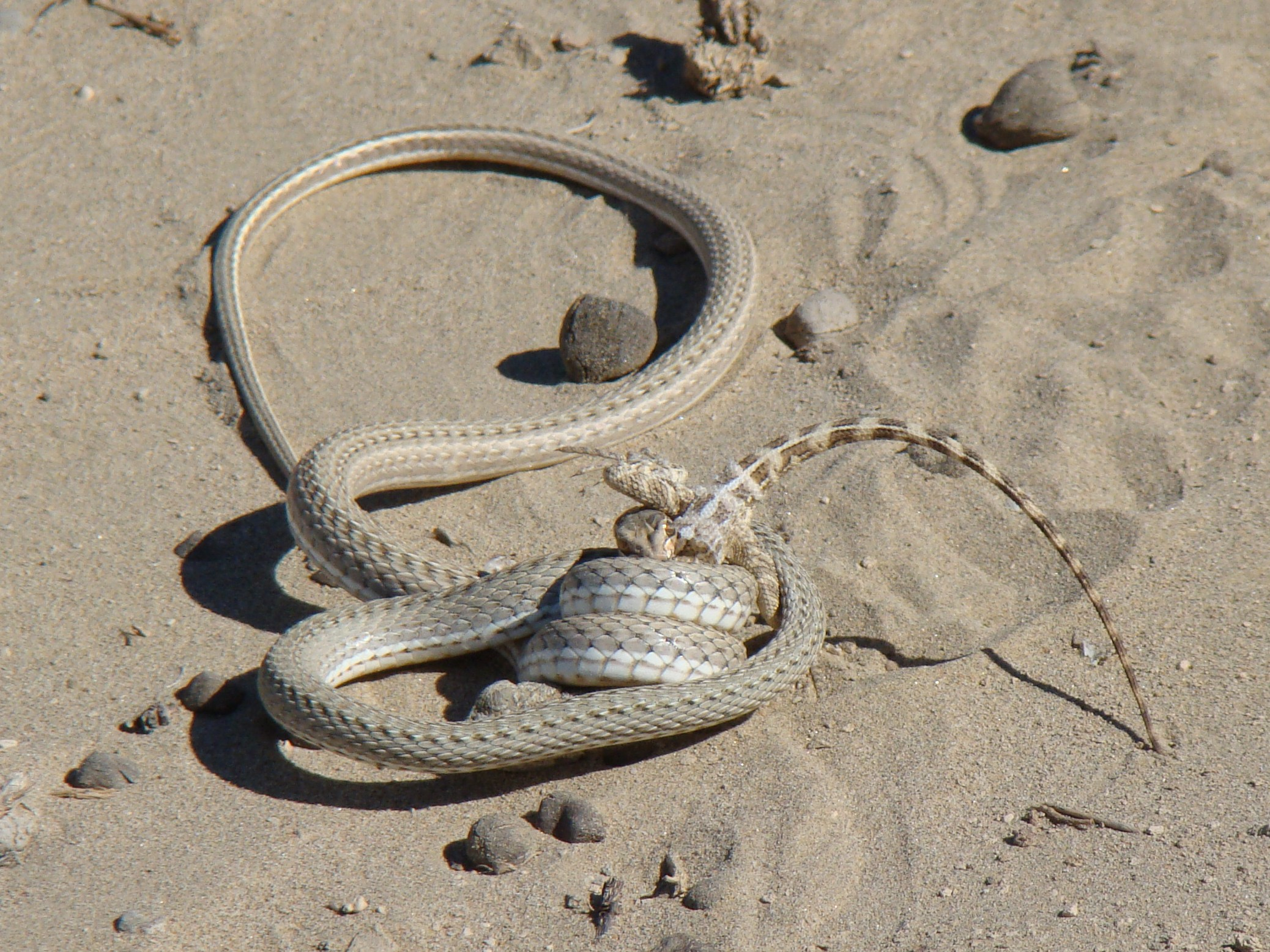
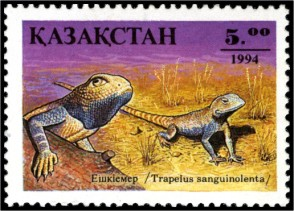
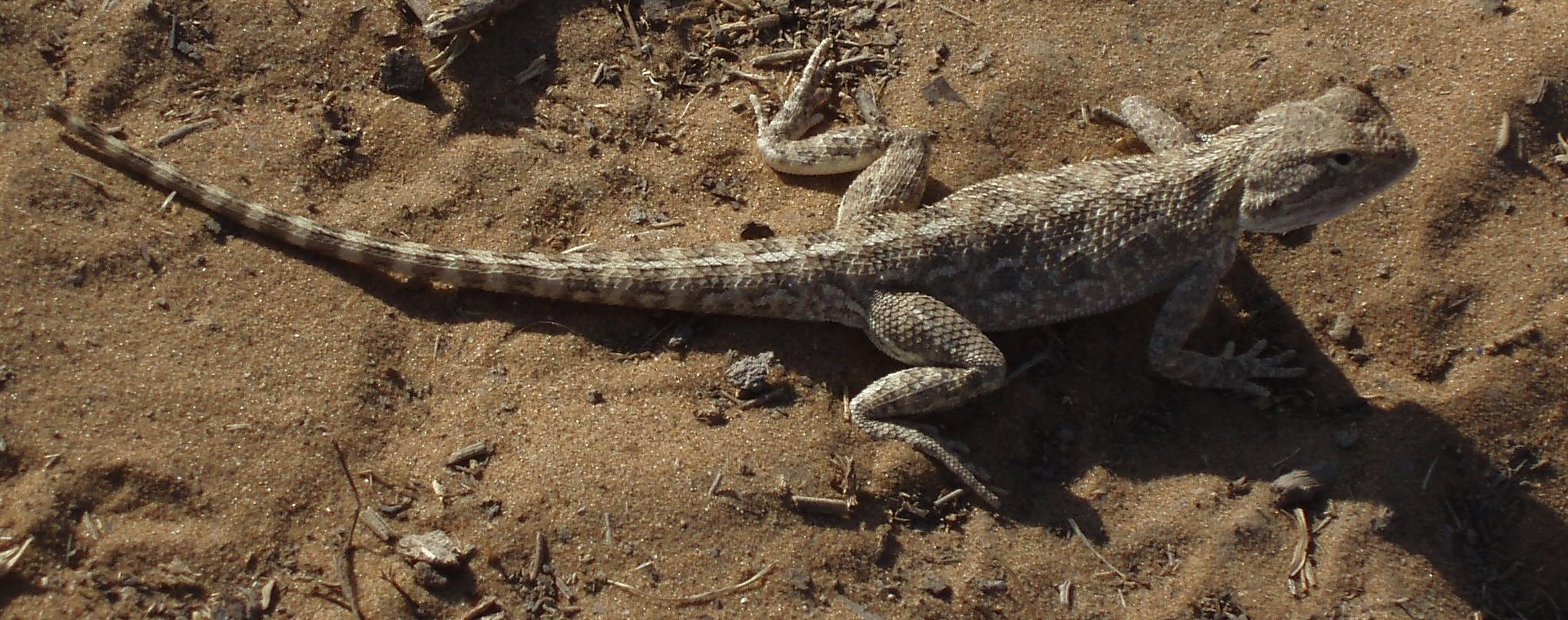
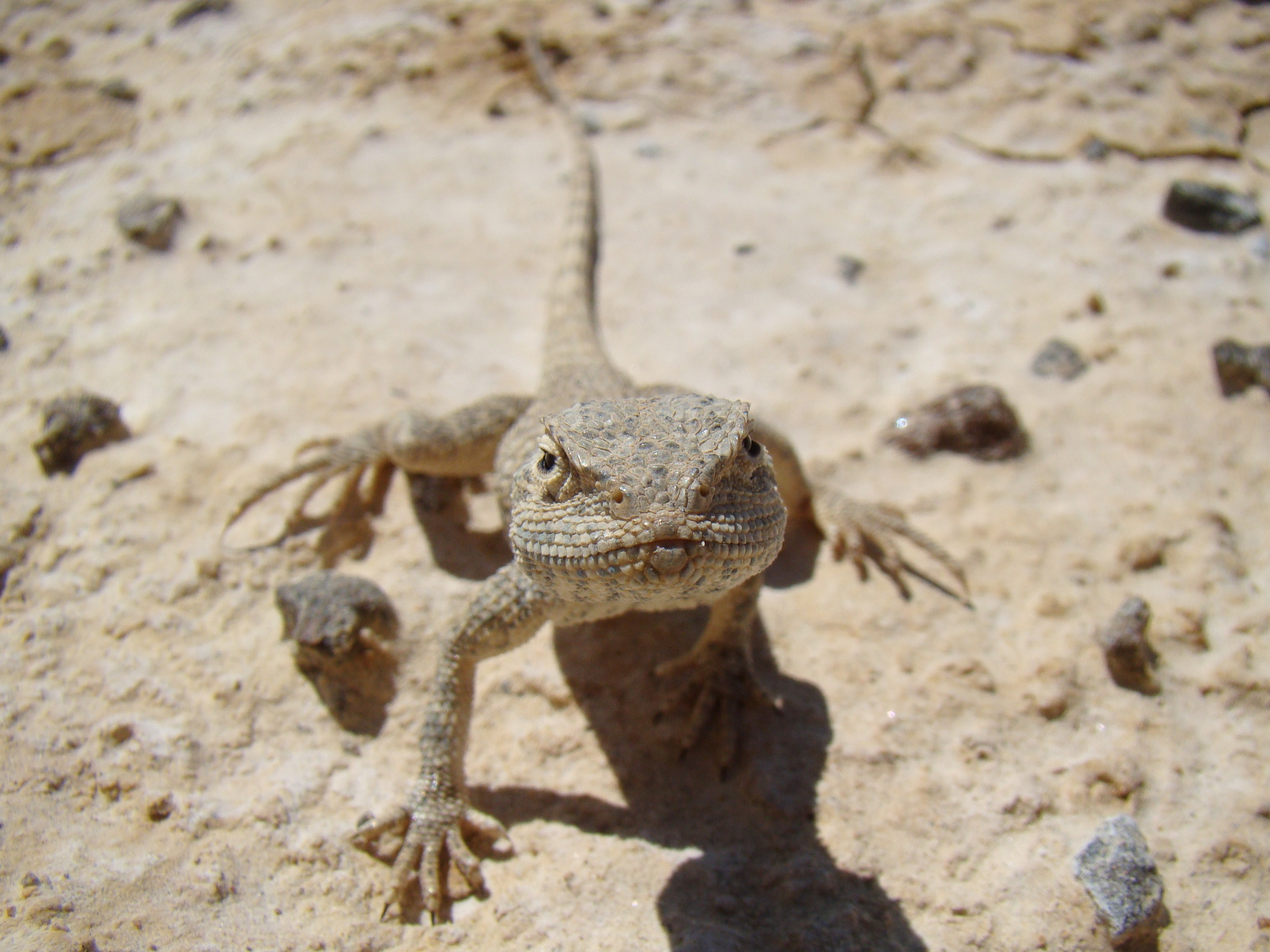
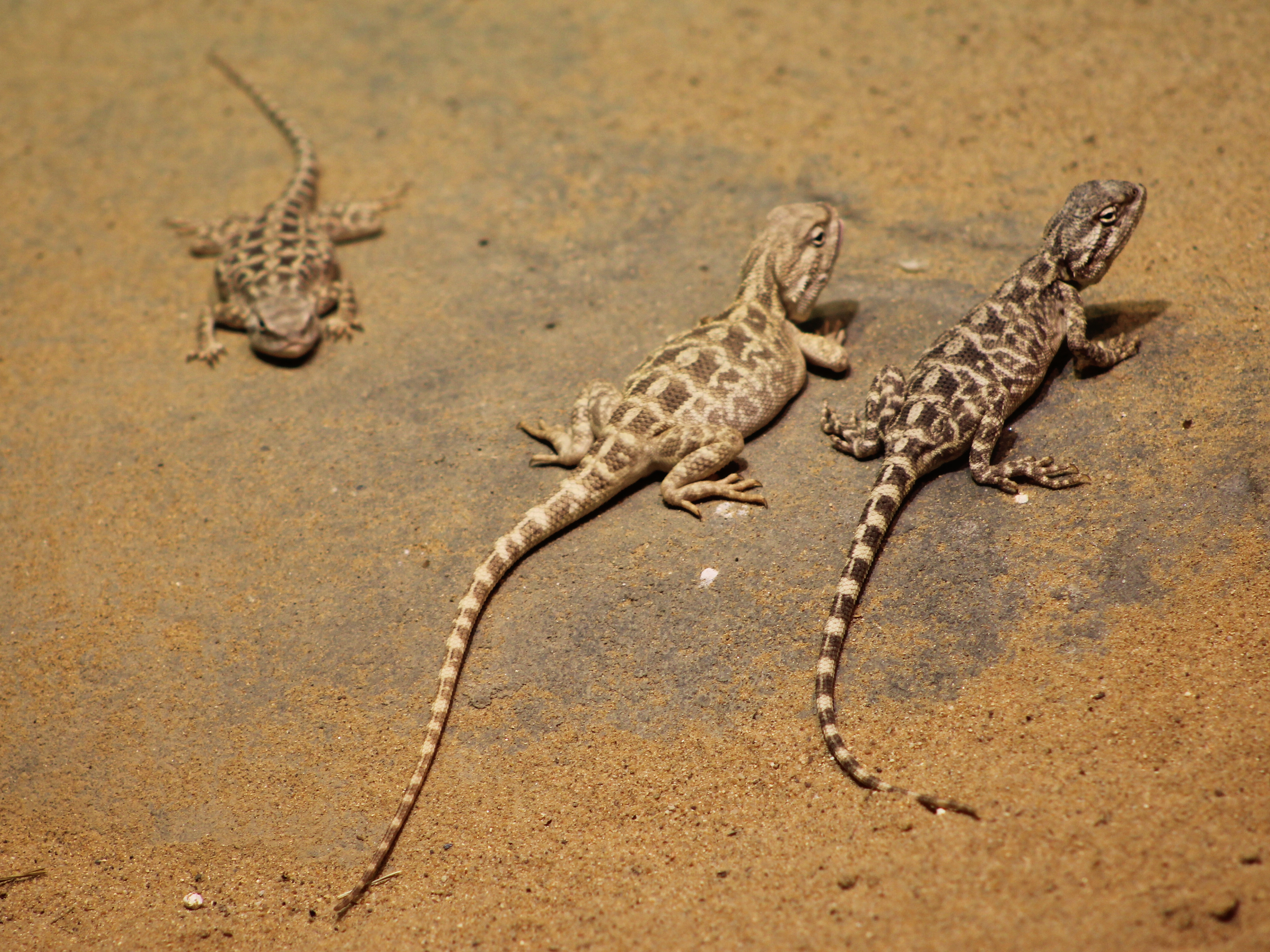